# Каетано Н'Чама
Каетано Н'Чама (нар. 1955) — політичний діяч Гвінеї-Бісау, глава уряду країни з лютого 2000 до березня 2001 року.

## Кар'єра
Обіймав посаду міністра внутрішніх справ в уряді Франсішку Фадула. Після обрання Кумби Яли на пост президента Н'Чама отримав посаду глави уряду.
У березні 2001 року члени урядової партії обговорили питання усунення Н'Чами від займаної посади. Яла підписав відповідний указ 18 березня.